# Монацит-(Gd)
Монацит-(Gd) — рідкісноземельний мінерал з класу фосфатів, Gd-домінантний член групи монациту. Визнаний чинним мінеральним видом у 2022 році.
Домінування гадолінію дуже рідкісне серед мінералів. Пов'язані з монацитом-(Gd) ксенотим-(Y) і хінганіт-(Y) обидва багаті на гадоліній. Але єдиними відомими на сьогодні мінералами з незамінним гадолінієм у складі є ще ксенотим-(Gd) і леперсоніт-(Gd).

## Генезис та поширення
Мінерал утворюється внаслідок селективного комплексотворення і збагачення середніми РЗЕ в низькотемпературних гідротермальних флюїдах шляхом зміни первинних уранініту, бранериту і флюоро-апатиту.
Прояви спостерігаються у кварц-мусковітових жилах у філітах, в екзоконтакті з гранітом. Асоціюється з мінералами ксенотимом-(Y), уранінітом, монацитом-(Sm), хінганітом-(Y) та флуор-апатитом.
Типова місцевість — уранове родовище «Зимна Вода», Праковце, округ Ґаланта Трнавського краю Словаччини.

## Властивості
Мінерал має спрощену хімічну формулу Gd(PO4).
Емпірична формула: (Gd0.30Sm0.24Nd0.15Ce0.10La0.05Dy0.03Y0.03Tb0.02Eu0.02Pr0.02Ca0.01)0.98P1.01O4.
Густина — 5,55 г/см³.
Кристалічна система — моноклінна. Просторова група P21/n.
Загальний вигляд типового матеріалу: ансамблеві домени, ≤100 (зазвичай 10—50) мкм у діаметрі.